# Скидельский сельсовет

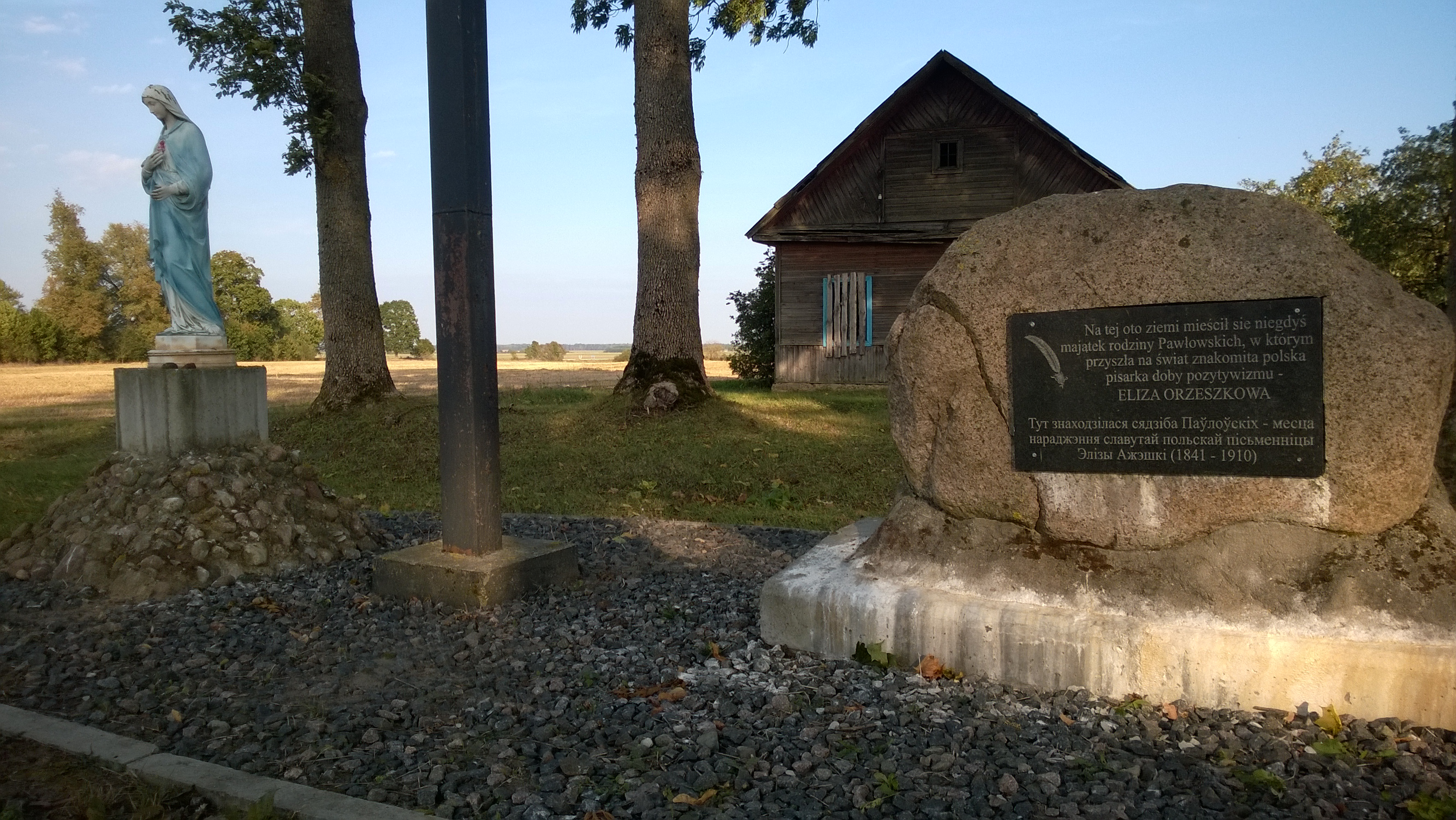
Мемориальный камень на месте усадьбы Павловских — места рождения знаменитой польской писательницы Элоизы Ожешки, деревня Мильковщина, Скидельский сельсовет, Гродненская область

Ски́дельский сельсовет — административная единица на территории Гродненского района Гродненской области Республики Беларусь.

## Состав
Скидельский сельсовет включает 35 населённых пунктов:
- Ахримовцы — деревня.
- Беляковщина — деревня.
- Берви — деревня.
- Бобровня — деревня.
- Богуденька — деревня.
- Бондари — деревня.
- Брошковцы — деревня.
- Бубны — деревня.
- Глиняны — деревня.
- Головачи — деревня.
- Горошки — деревня.
- Залесяны — деревня.
- Карашево — деревня.
- Конюхи — деревня.
- Кошубинцы — посёлок.
- Кошубинцы — деревня.
- Лещицы — деревня.
- Лазы — деревня.
- Мильковщина — деревня.
- Мостовляны — деревня.
- Некраши — деревня.
- Осники — деревня.
- Острово — деревня.
- Партизанская — деревня.
- Песчанка — деревня.
- Полымя — деревня.
- Приступичи — деревня.
- Рыски — деревня.
- Сикорица — деревня.
- Стрельцы-1 — деревня.
- Стрельцы-2 — деревня.
- Суховляны — деревня.
- Тарасюки — деревня.
- Ханевичи — деревня.
- Хвойняны — деревня.